# Kursdorf (Eisenberg)
Kursdorf is een  dorp in de Duitse gemeente Eisenberg in het Saale-Holzland-Kreis in Thüringen. Het dorp wordt voor het eerst genoemd in 1268. Tot 1994 was Kursdorf een zelfstandige gemeente. 